# The Hunter (album Blondie)
The Hunter – album zespołu Blondie wydany przez wytwórnię Chrysalis Records w maju 1982. Nagrań dokonano w The Hit Factory w Nowym Jorku pod koniec 1981. Reedycje CD z 1994 i 2001 zawierają jeden dodatkowy utwór.

## Lista utworów
1. "Orchid Club" (N. Harrison, D. Harry) – 5:45
2. "Island of Lost Souls" (C. Stein, D. Harry) – 4:42
3. "Dragonfly" (C. Stein, D. Harry) – 6:00
4. "For Your Eyes Only" (C. Stein, D. Harry) – 3:07
5. "The Beast" (C. Stein, D. Harry) – 4:54
6. "War Child" (N. Harrison, D. Harry) – 4:00
7. "Little Caesar" (C. Stein, D. Harry) – 3:00
8. "Danceway" (J. Destri) – 3:19
9. "(Can I) Find the Right Words (To Say)" (J. Destri, D. Harry) – 3:07
10. "English Boys" (C. Stein, D. Harry) – 3:49
11. "The Hunter Gets Captured by the Game" (S. Robinson) – 3:37

reedycja 1994 i 2001
1. "War Child (Extended version)" (N. Harrison, D. Harry) – 7:58

## Skład
- Deborah Harry – śpiew
- Chris Stein – gitara
- Frank Infante – gitara
- Jimmy Destri – instr. klawiszowe
- Nigel Harrison – gitara basowa
- Clem Burke – perkusja

gościnnie
- Robert Aaron – róg (aranże), saksofon
- Sammy Figueroa – instr. perkusyjne
- Manual Badrena – instr. perkusyjne
- Roger Squitero – instr. perkusyjne
- Janice G. Pendarvis – dalszy śpiew w "The Hunter Gets Captured by the Game"
- Zachary Sanders – dalszy śpiew w "The Hunter Gets Captured by the Game"
- Lani Groves – dalszy śpiew w "The Hunter Gets Captured by the Game"
- Darryl Tookes – dalszy śpiew w "The Hunter Gets Captured by the Game"
- Ray Maldonado – róg w "Little Caesar", "Island of Lost Souls" and "War Child"
- Luis Ortiz – róg w "Little Caesar", "Island of Lost Souls" and "War Child"
- Rick Davies – róg w "Little Caesar", "Island of Lost Souls" and "War Child"
- Mac Gollehon – róg w "Little Caesar", "Island of Lost Souls" and "War Child"

produkcja
- Mike Chapman – producent
- Kevin Flaherty – producent (2001)